# Serve di Gesù Cristo
Le Serve di Gesù Cristo sono un istituto religioso femminile di diritto pontificio.

## Storia
Le origini dell'istituto risalgono a all'oratorio femminile aperto da Ada Bianchi il 17 ottobre 1902 nel cortile della chiesa di San Pietro ad Agrate Brianza con il permesso del parroco Giuseppe Viganò.
Il 27 giugno 1912 Ada Bianchi iniziò a condurre vita comune insieme con quattro compagne dando inizio all'istituto; il 19 luglio 1926 il cardinale Eugenio Tosi, arcivescovo di Milano, eresse la comunità in congregazione religiosa.
L'istituto ricevette il pontificio decreto di lode il 6 novembre 1954 e l'approvazione definitiva il 23 luglio 1964.

## Attività e diffusione
Le suore si dedicano all'assistenza alla gioventù negli oratori, alle operaie, all'infanzia e ai malati.
Oltre che in Italia, sono presenti in Perù; la sede generalizia è ad Agrate Brianza.
Alla fine del 2015 l'istituto contava 90 religiose in 15 case.